# MIVILUDES
MIVILUDES is de gangbare benaming voor het Franse overheidsorgaan Mission interministérielle de vigilance et de lutte contre les dérives sectaires (Interministeriële missie voor de waakzaamheid en strijd tegen sectarische uitwassen). Het is een agentschap dat zich richt op de bestrijding van sektarisch extremisme en de excessen diedaaruit voortvloeien. 

## Doeleinde
Het agentschap houdt zich met de volgende zaken bezig:
- Het observeren en analyseren van bewegingen en genootschapen die gezien worden als een bedreiging van de orde en/of tegen de Franse wetgeving ingaan.
- Het coördineren van acties tegen dit soort bewegingen als die noodzakelijk zijn
- Het informeren van het publiek over de potentiële risico's van sektes
- Het helpen van slachtoffers van sektes

Dit neemt in de praktijk de vorm aan van informatieverstrekking over sektearische excessen aan de media, de Franse overheid en ook aan het publiek. MIVILUDES voorziet in documentatie en publiceert brochures over groeperingen die als sektes bestempeld kunnen worden. Documentatie is onder meer via de website beschikbaar.

## Geschiedenis
Frankrijk kent sinds 1905 een strikte scheiding tussen kerk en staat, de zogenaamde laïcité. Na de massale zelfmoord van leden van de Orde van de Zonnetempel in 1994 en 1995 werd er echter de noodzaak gezien om van staatswege in te kunnen grijpen op de excessen van sektes. Dit leidde in 1996 allereerst tot de oprichting van de Observatoire interministériel sur les sectes, een studiegroep, die op 7 oktober 1998 omgezet werd in de Mission interministérielle de lutte contre les sectes (interministeriële  missie voor de sektebestrijding, MILS). Deze laatste organisatie werd in 2004 hernoemd naar de huidige naam, nadat er uit de internationale hoek veel kritiek op was gekomen, met name vanuit de Verenigde Staten. De MILS had de toorn opgewekt van de United States Commission on International Religious Freedom, met name vanwege de kritiek op de Scientology beweging.

## De wet About-Picard van 2001
In 2001 werd de Wet About-Picard aangenomen (vernoemd naar de parlementariërs Nicolas About en Catherine Picard) die het mogelijk maakt religieuze groeperingen die zich schuldig maken aan acties tegen de burgerlijke grondrechten en de mensenrechten strafrechtelijk te vervolgen. 